# 愛知県がんセンター
愛知県がんセンター病院（あいちけんがんセンターびょういん）は、愛知県がんセンター研究所（あいちけんがんせんたーけんきゅうじょ）を併設する愛知県が運営するがん専門病院である。同県名古屋市千種区鹿子殿に所在する。

## 概要
病院に関しては、2004年（平成16年）に実施された日本経済新聞による調査では、がんの治療成績が日本一という結果になった（下記外部リンク参照）。

## 診療科（病院）
- 消化器内科[2]
- 呼吸器内科[2]
- 循環器科[2]
- 血液・細胞療法部[2]
- 薬物療法部[2]
- 頭頸部外科[2]
- 胸部外科
- 乳腺科[2]
- 消化器外科[2]
- 整形外科[2]
- 脳神経外科[2]
- 泌尿器科[2]
- 婦人科[2]
- 皮膚科[2]
- 眼科[2]
- 放射線診断・IVR部[2]
- 放射線治療部[2]
- 麻酔科[2]
- セカンドオピニオン外来
- 医療相談

## 病床数
2005年（平成17年）4月現在
- 総病床数：500床
  - 一般病棟：395床
  - 特別病棟：80床
  - ICU：21床
  - 小線源病棟：4床

## 歴史
- 1964年（昭和39年）12月 ‐ 設置[1]。
- 2005年（平成17年）4月 - 岡崎市にある県立愛知病院が愛知県がんセンターの管轄となり、「愛知県がんセンター愛知病院」に改称。それに伴い、当院を「愛知県がんセンター中央病院」に改称。
- 2019年（平成31年）4月 - 愛知県がんセンター愛知病院の廃止に伴い、病院、研究所をその下に置く「愛知県がんセンター」に改称[3]。

## 所在地
- 愛知県名古屋市千種区鹿子殿1番1号

## 最寄り駅・バス停
- 名古屋市営地下鉄名城線 自由ヶ丘駅より、徒歩で約7分。
- 名古屋市営バス（星丘11系統、基幹2系統など）「千種台中学校」停留所下車、徒歩で約4分。

## 不祥事
未成年に対する同性愛児童買春事件

## 医療ミス・事故
2019年（令和元年）11月13日（発表）の男性患者（70代）が2018年（平成30年）6月、他の病院で悪性リンパ腫と診断され、治療のため当センターを受診。この際、抗体検査でB型肝炎ウイルスの感染歴があることが分かった。同月から抗がん剤による悪性リンパ腫の治療を開始。免疫機能の低下でB型肝炎が再活性化する恐れがあるため、ガイドラインでは月1回の検査が定められていたが、主治医は2回目以降の実施を失念していたという。男性は2019年（平成31年）1月、転院先の病院で肝炎の再活性化による肝不全で死亡した。センターは「検査を実施していなかったため肝炎の再活性化に早期に気付くことができず、適切な治療を行うことができなかった」と説明。家族に謝罪した。